# Roy Meehan
Athol Roy Meehan (ur. 21 lipca 1931 w Auckland, zm. 19 czerwca 2011 tamże) – nowozelandzki zapaśnik walczący w stylu wolnym. Olimpijczyk z Tokio 1964, gdzie zajął 21. miejsce w kategorii do 63 kg.

## Letnie Igrzyska Olimpijskie 1964
| Konkurencja      | Rundy eliminacyjne  | Rundy eliminacyjne      | Klas. końcowa |
| Konkurencja      | Przeciwnik II       | Przeciwnik III          | Miejsce       |
| ---------------- | ------------------- | ----------------------- | ------------- |
| 63 kg styl wolny | Mario Tovar (MEX) P | Ebrahim Sejfpur (IRI) P | 21.           |